# Erik Adolf af Schenbom
Erik Adolf af Schenbom, född 17 november 1757, död 19 augusti 1811, var en svensk landshövding.

## Bana
af Schenbom blev volontär vid Stackelbergska regementet 1 maj 1771, konstituerad fänrik 27 augusti 1772, premiäradjutant 25 september samma år, löjtnant 21 augusti 1778 och kapten 18 maj 1783. Han blev kapten vid Änkedrottningens livregemente 14 december 1783 och major i armén 1789, överstelöjtnant vid samma regemente 21 augusti 1790 och generalintendent vid finska kommissariatet 23 augusti 1792, överste i armén 21 augusti 1796. af Schenbom blev ledamot av allmänna magasinsdirektionen 1803 och generalintendent vid finska armén 1808.
af Schenbom blev landshövding i Stockholms län 2 december 1808 och erhöll på begäran avsked 20 december 1810.

## Familj
Erik Adolf af Schenbom var son till rådmannen i Norrköping, överdirektören och brukspatronen Anders Schenbom och Maria Beata Hoffler. Han gifte sig med Hedvig Beata Reutersköld, som var dotter till ryttmästaren Axel Didrik Reutersköld och Eva Anna Vefverstedt.

## Hedersbetygelser
af Schenbom blev riddare av Svärdsorden 26 november 1798.

## Adlande
af Schenbom adlades 28 maj 1801 och introducerades på Riddarhuset 1802 med nummer 2173. Hans bror Baltasar Schenbom adlades samtidigt och slöt ätten vid sin död 1812.